# Víctor Castro Sanmartín
Víctor Castro Sanmartín (Bolea, 1917 - Madrid, 10 de setembre de 2004) va ser un militar i polític espanyol.

## Biografia
Llicenciat en Ciències Exactes per la Universitat de Saragossa i diplomat en Estadística per la de Madrid, va ser militar en l'arma de artilleria. Va participar en la Guerra Civil Espanyola en el bàndol revoltat i en la Segona Guerra Mundial com a part de la Divisió Blava. Durant el seu pas per Rússia va combatre en la batalla de Krasni Bor i va guanyar la creu de ferro. Va mantenir forts vincles amb la unitat, sent posteriorment president de la Germandat Nacional de la Divisió Blava.
Va prosseguir la seva carrera com a militar en la supressió dels maquis sent successivament ascendit fins a aconseguir el rang de general. Després de la signatura dels Pactes de Madrid de 1953 va seguir col·laborant amb els exèrcits de la nounada OTAN: va participar en la compra de material militar als Estats Units i va ser diplomat d'Estat Major de l'Exèrcit per l'Escola Militar francesa el 1953. Va ser també responsable de la intel·ligència militar a Espanya.
Durant el segon franquisme va ser un dels polítics de l'Opus Dei com a director general de Duanes. Sota la seva direcció, la direcció general va destapar el cas Matesa.
De tornada a la carrera militar va ser director general de Seguretat del 18 de desembre de 1975 al 23 de juliol de 1976, estant en el càrrec durant els fets de Vitòria. Després d'això va ser destinat al CESID (1976-1978) abans de ser nomenat governador militar de Lleida (1978-1980) i director general d'Armament i Construcció (1981-1983). Considerat proper al general Armada, va ser interrogat sobre la participació d'est en l'intent de cop d'Estat del 23-F.